# Ralf van der Rijst
Ralf van der Rijst (* 16. března 1977 Woerden) je bývalý nizozemský rychlobruslař.
Ve Světovém poháru závodil od roku 1999. Roku 2003 poprvé startoval Mistrovství Evropy (5. místo) a o několik týdnů později také na Mistrovství světa, kde dosáhl svého největšího úspěchu v podobě stříbrné medaile ze závodu na 1500 m. Poslední závody absolvoval na konci roku 2006.